# 阿姆索爾丁根

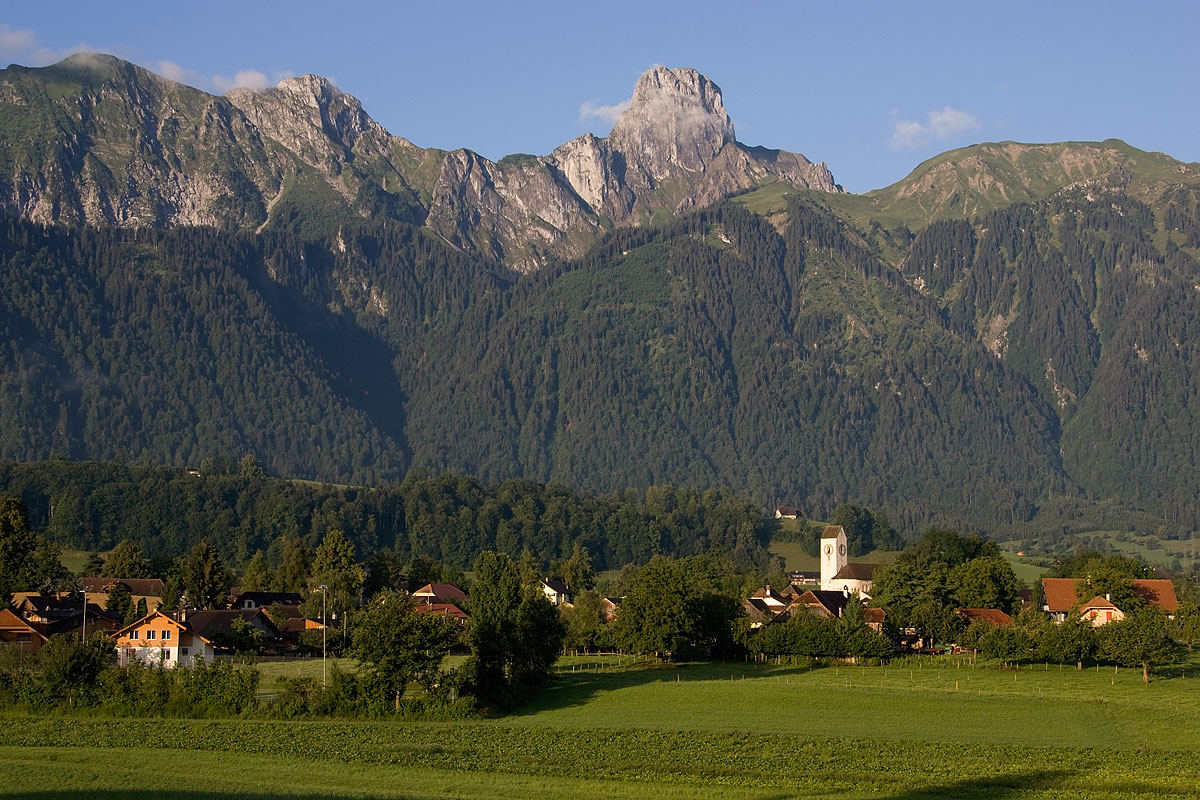

阿姆索爾丁根是瑞士的城鎮，位於該國中部，由伯恩州負責管轄，面積4.71平方公里，海拔高度637米，2011年人口807，人口密度每平方公里171人。